# 増粘安定剤
増粘安定剤（ぞうねんあんていざい）とは、食品（飲料も含む）に粘性や接着性を付けるための食品添加物。糊料（こりょう）ともいう。具体的には、食品に粘りやとろみをつけるための「増粘剤」、食品を接着し形が崩れないようにする「安定剤（結着剤）」、食品をゲル化する「ゲル化剤」に分けられる。食感やのどごしの向上などの目的に広く使用されている。
成分は、天然由来の多糖類が用いられることがほとんど（後述）。澱粉や果実、藻類などから直接もしくは発酵する等の手法により抽出する。

## 種類
- ペクチン
- グアーガム（グァーガム）
- キサンタンガム
- タマリンドガム
- カラギーナン
- プロピレングリコール
- カルボキシメチルセルロース（CMC）

## 用途
- 弁当の惣菜
- ジャム
- ゼリー
- アイスクリーム
- サラダドレッシング
- プリン
- 缶コーヒー

## 増粘多糖類
食品への表示については、2種類以上の多糖類を増粘の目的で用いた場合に略称として増粘多糖類（ぞうねんたとうるい）とすることができる（安定剤・ゲル化剤及び糊料として使用される場合は用途の併記が必要）。
この表示法に従った結果、多くの食品に食品添加物として記載されるようになり、増粘安定剤よりも増粘多糖類の方が知名度が高くなり、より通用しやすくなった。増粘多糖類とは、おもに食感やとろみを調整するために使われる粘性の高い多糖類のことである。

## 注
1. ↑  消費者庁次長 (1996年5月23日). “2運用上の留意事項 （1）食品に係る表示について ①物質名表示関係”. 消費者庁通知 消食表第３７７号  食品衛生法に基づく添加物の表示等について.   財団法人日本食品化学研究振興財団. 2012年12月9日閲覧。[リンク切れ]